# 陳祚 (明)
陳 祚（ちん そ、1382年 - 1456年）は、明代の官僚。字は永錫。本貫は蘇州府呉県。

## 生涯
陳子敬と顧氏のあいだの子として生まれた。1411年（永楽9年）、進士に及第し、翰林院庶吉士に任じられた。1412年（永楽10年）、河南右参議に抜擢された。1417年（永楽15年）、河南布政使の周文褒と王文振とともに上疏し、北京の首都建設には便益がないと言上して、そろって均州太和山の佃戸に落とされた。耕作につとめて、落ち着いて暮らした。1425年（洪熙元年）、流謫の諸臣を選抜して任用するよう洪熙帝の勅命が下り、陳祚がその中に選ばれた。しかし洪熙帝が死去したため、任用されなかった。
1427年（宣徳2年）、宣徳帝が御史に命じて均州に流された人々を試験させると、陳祚の答案が第一の成績であった。吏部で試験すると、また第一であった。陳祚は監察御史に抜擢され、福建巡按をつとめた。福建の高級官吏の多くを弾劾し、少数民族との交易を禁止した。北京に帰還すると、白塔河の上流を邵伯湖に繋ぎ、下流を長江に注ぐように開削して、蘇州府や松江府の舟を往来させるよう上奏した。聞き入れられて、水上輸送は便利になった。ほどなく江西巡按として出向した。
1431年（宣徳6年）、陳祚は宣徳帝に真徳秀『大学衍義』を読むよう勧めて、帝の怒りを買って獄に下され、その家族16人も逮捕されて拘禁された。翌年、父と弟ひとりが死去した。さらに翌年、母と兄ひとりが死去した。また翌年、甥ひとりが死去したが、陳祚は生き残った。1435年（宣徳10年）、英宗が即位すると、陳祚は釈放されて御史の官に復帰した。湖広巡按として出向した。
1438年（正統3年）、陳祚は巡撫侍郎の呉政とともに遼王朱貴烚の罪を非難する上奏をおこなって、逮捕されて北京に連行され、獄に下された。まもなく赦されて釈放された。陳祚は法司の刑事の論告判断には、法律の違反が多いと言上した。ほどなく南京に転出した。さらに福建按察使司僉事として出向した。祀典に載っていない神祠を全て撤去させた。景泰年間、病のため致仕して帰郷した。1456年（景泰7年）2月癸丑、死去した。享年は75。著書に『小学集解正誤』があった。